# E115号線
E115号線 (E115ごうせん、英: European route E115) はロシアにあり、ヤロスラヴリ – モスクワ – ヴォロネジ – ノヴォロシースクを結ぶ、欧州自動車道路のBクラス幹線道路。

## 経路
- ロシア
  - ヤロスラヴリ
  - E22号線, E101号線, E105号線 - モスクワ
  - E38号線 - ヴォロネジ
  - E50号線 - ロストフ・ナ・ドヌ
  - E592号線 - クラスノダール
  - E97号線 - ノヴォロシースク